# Rubus porotoensis
Rubus porotoensis är en rosväxtart som beskrevs av R. A. Grah.. Rubus porotoensis ingår i släktet rubusar, och familjen rosväxter. Inga underarter finns listade i Catalogue of Life.